# Taras Bojtschuk

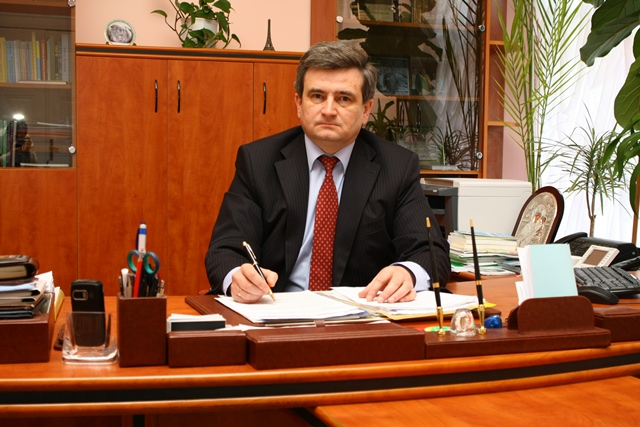
Taras Mykolajowytsch Bojtschuk

Taras Mykolajovytsch Bojtschuk (* 17. März 1966 im Dorf Lukiwzi, jetzt Lukawzi, Rajon Wyschnyzja, Oblast Tscherniwzi) ist ein ukrainischer Wissenschaftler im Bereich der Chronobiologie und Chronotoxikologie, Doktor der medizinischen Wissenschaften (1999), Professor (2002), Rektor der Bukowynischen Staatlichen Medizinischen Universität (2010), Vorsitzende der Assoziation der Absolventen der Bukowynischen Staatlichen Medizinischen Universität (2012), Akademiemitglied der Akademie der Wissenschaften für Hochschulbildung der Ukraine  (seit 2010).

## Ausbildung, akademischer Grad
1989 absolvierte er das Staatliche Medizinische Institut zu Tscherniwzi, Fachbereich „Heilkunde“. Kandidat der medizinischen Wissenschaften seit (1995), Doktor der medizinische Wissenschaften seit (1999), Professor (2002).

## Laufbahn
Nach der Absolvierung des medizinischen Institutes hat er den Weg vom Laboranten bis zum leitenden Assistenten des Laboratoriums für Wasserhygiene und sanitäre Wasserbehälterschutz des Forschungsinstitutes für medizinische und ökologische Probleme des Ministeriums für Gesundheitsschutz zurückgelegt. Nach der Promotion der Dissertation im 1994 war er als Assistent, später als Dozent des Lehrstuhls für medizinische Biologie und Genetik der Bukovynischen Staatlichen Medizinischen Akademie tätig. 1999 promovierte er Doktordessertation. 2002 Professor. 2000–2003 Dekan der Fakultäten für Pädiatrie und Heilkunde der Bukovynischen Staatlichen Medizinischen Akademie. 2004–2007 bekleidete er das Amt des stellvertretenden Leiters der Abteilung für Ausbildung und Wissenschaft des Departements der Kaderpolitik, Bildung und Wissenschaft. Seit 2007 ist er Rektor der Kyiever Medizinischen Universität der ukrainischen Assoziation der Volksmedizin, Lehrstuhlleiter für normale Physiologie und medizinische Biologie. Am 7. April 2010 wurde er auf Ersuchen des Ministeriums für Gesundheitsschutz zum stellvertretenden Rektor der Bukovynischen Staatlichen Medizinischen Universität ernannt. Am 12. November 2010 wurde er auf der Konferenz der Mitarbeiter der Bukovynischen Staatlichen Medizinischen Universität in Geheimabstimmung zum Rektor der Hochschule gewählt.

## Wissenschaftliche Interessen
Forschungsrichtungen: Chronologie
Forschungsaktivitäten: Chronotoxikologie, Laserpoljarymetrie biologischer Objekte.
Autor von 164 wissenschaftlichen Arbeiten, darunter 10 Lehrbücher und 8 Monographien.
Hat 3 Kandidaten der medizinischen Wissenschaften, 1 Doktor der medizinischen Wissenschaften ausgebildet, leitet die Vorbildung von 3 Doktoranden und 2 Aspiranten.
Verlagsredakteur der wissenschaftlich-praktischen Zeitschriften: „Klinische und experimentelle Pathologie“, „Bukowynischer Medizinischer Visnyk“, „Neonatologie, Chirurgie und perinatale Medizin“

## Auszeichnungen
- Ehrenurkunde des Ministeriums für Gesundheitswesen   der  Ukraine (2000, 2005)
- Dank des Ministeriums für Gesundheitswesen der Ukraine (2008)
- Dank  der Regierung der Ukraine (2004)
- Ehrenurkunde des Ministeriums für Ausbildung und Wissenschaft der Ukraine (2009)
- Ju. Fedkovytsch-Preisträger
- Ehrenzeichen  für akademische Bildungsausbau (2009)
- Ehrenurkunden Tscherniwzier  Stadtverwaltung und der Bukowynischen Staatlichen Medizinischen Akademie
- B. L. Radzichowski-Preisträger  (2011)
- Omeljan-Popovytsch-Preisträger (2011)

## Familie
Verheiratet. Ehefrau – Iryna, Sohn – Ihor